# 杉本潔彦
杉本 潔彦（すぎもと きよひこ、1974年7月9日 - ）は、山口県萩市出身の元プロ野球選手（投手）。現在は、オリックス・バファローズの打撃投手、スコアラー。

## 来歴・人物
小学4年の時に野球を始め、当時は外野手だった。萩商業高では1年生から投手を務め、3年夏は4番投手として出場するが県大会2回戦で敗退した。
日産自動車九州では右膝半月板故障の影響であまり投げる事ができなかった。
1997年度ドラフト会議にてオリックス・ブルーウェーブから4位指名を受け、入団。登録名を「キヨ」とした。同期入団の前田浩継（ヒロ）・前田和之（カズ）と共に登録名を変更した事で話題となる。
イニング数を上回る四死球を記録するなど、制球面の課題があったが克服できず2001年シーズンオフに戦力外通告を受け現役を引退。打撃投手へ転向。
その後、スコアラーも経験している。

## 詳細情報

### 年度別投手成績
| 年 度     | 球 団      | 登 板 | 先 発 | 完 投 | 完 封 | 無 四 球 | 勝 利 | 敗 戦 | セ 丨 ブ | ホ 丨 ル ド | 勝 率 | 打 者 | 投 球 回 | 被 安 打 | 被 本 塁 打 | 与 四 球 | 敬 遠 | 与 死 球 | 奪 三 振 | 暴 投 | ボ 丨 ク | 失 点 | 自 責 点 | 防 御 率 | W H I P |
| --------- | ---------- | ----- | ----- | ----- | ----- | -------- | ----- | ----- | -------- | ----------- | ----- | ----- | -------- | -------- | ----------- | -------- | ----- | -------- | -------- | ----- | -------- | ----- | -------- | -------- | ------- |
| 1998      | オリックス | 3     | 0     | 0     | 0     | 0        | 0     | 0     | 0        | --          | ----  | 24    | 4.2      | 5        | 1           | 5        | 0     | 0        | 5        | 0     | 0        | 4     | 4        | 7.71     | 2.14    |
| 1999      | オリックス | 3     | 0     | 0     | 0     | 0        | 0     | 0     | 0        | --          | ----  | 9     | 1.1      | 2        | 0           | 3        | 0     | 0        | 1        | 0     | 0        | 0     | 0        | 0.00     | 3.75    |
| 通算：2年 | 通算：2年  | 6     | 0     | 0     | 0     | 0        | 0     | 0     | 0        | --          | ----  | 33    | 6.0      | 7        | 1           | 8        | 0     | 0        | 6        | 0     | 0        | 4     | 4        | 6.00     | 2.50    |

### 記録
- 初登板：1998年6月2日、対近鉄バファローズ8回戦（宮城球場）、7回表2死に2番手で救援登板、2/3回無失点
- 初奪三振：同上、8回表に礒部公一から

### 背番号
- 57 （1998年 - 2001年）
- 108 （2002年 - 2004年、2007年 - ）

### 登録名
- キヨ （きよ、1998年 - 1999年）
- 杉本 潔彦 （すぎもと きよひこ、2000年 - ）